# دانشگاه المنصور
دانشگاه المنصور (به عربی: کلیة المنصور الجامعة) یک دانشگاه در عراق است که در بغداد واقع شده‌است.